# Doug Bragg
Doug Bragg (* 13. April 1928 in Gilmer, Texas, als Douglas Clifton Bragg; † 13. März 1973) war ein US-amerikanischer Country- und Rockabilly-Musiker. Bragg erhielt vor allem durch seine Auftritte im Big D Jamboree große Popularität.

## Leben

### Kindheit und Jugend
Doug Bragg wurde im östlichen Texas in der Kleinstadt Gilmer geboren und war eines von vier Kindern der Eheleute Bonnie und James Claude Bragg. Bragg besuchte die lokale Schule in Gilmer und entwickelte in seiner Jugend ein Interesse für Musik. Er heiratete seine erste Frau Pinkie früh; mit ihr hatte er fünf Kinder, die Ehe wurde 1953 aber wieder geschieden.

### Karriere
Ende der 1940er-Jahre begann Bragg, in Tyler, Texas, aufzutreten und Anfang der 1950er-Jahre schloss er sich dem Ensemble des Big D Jamborees aus Dallas an. Neben dem Big Jamboree hatte auch die Leitung des berühmten Louisiana Hayrides an Bragg gefallen gefunden und ließ ihn des Öfteren in der Show auftreten. Obwohl Bragg bereits semi-professionell im Musikgeschäft aktiv war, arbeitete er tagsüber weiterhin als Fleischer in Dallas. Am Abend trat er dann in Bars oder auf anderen Veranstaltungen auf, während die Samstagabende für die Konzerte im Big D Jamboree oder dem Louisiana Hayride reserviert waren.
1955 erschien bei Coral Records Braggs erste Single mit dem Johnny-Hicks-Song The Texas Special, mit dem er moderaten Erfolg hatte. Es folgte eine weitere Platte bei Coral. Ab 1955 war Bragg auch gelegentlich im Cowtown Hoedown aus Fort Worth, Texas, zu hören.
1958 hielt der Rock ’n’ Roll Einzug in die Musikszene, wovon auch die Country-Musik nicht verschont blieb. Das Big D Jamboree konnte im Zuge dieser Popularität hohe Einschaltquoten verzeichnen und Bragg begann, Rockabilly in sein Repertoire aufzunehmen. Im März 1958 erschien Braggs erste Rockabilly-Single Red Rover / Lovin‘ On My Mind bei Dixie Records, gefolgt von Pretty Little Thing / Jerry im Mai. Diese Titel sind – neben einigen anderen Aufnahmen – die einzigen von Bragg, die später auf CD wiederveröffentlicht wurden. 
Mitte 1958 gründete Bragg seine eigene Band, The Drifters, die unter anderem aus Earl Martin (Gitarre) und Frank White (Pedal Steel Guitar) bestand. Im Oktober 1958 wechselte Bragg zu Pappy Dailys neuem Label D Records, wo einige Singles erschienen. Aufgrund des Erfolges dieser Singles entschied Bragg sich, seinen Job zu kündigten und ging mit den Drifters auf Tournee. Daily hatte ihn für viele verschiedene Auftritte gebucht, sodass auch keine Zeit mehr für das Big D Jamboree war. Ende der 1950er-Jahre zog Bragg nach Brownsboro, trotzdem war er oft auf Tourneen unterwegs.
1959 folgte eine letzte Single bei dem kleinen Skippy-Label, bevor Bragg sich entschied, 1961 seine Karriere aufzugeben. Trotz großer Popularität und Tourneen war es ihm nie gelungen, einen Hit zu landen oder den nationalen Durchbruch zu erreichen. Mit seiner zweiten Frau und nun sieben Kindern verbrachte er den Rest seines Lebens ruhig in Texas. Er trat nur noch gelegentlich in der Umgebung von Brownsboro auf.
In Braggs letzten Lebensjahren hatte er oft mit Brustschmerzen zu kämpfen. Am Abend des 12. März 1973 erlitt er einen Herzinfarkt. Doug Bragg verstarb am darauffolgenden Tag in einem Krankenhaus in Tyler im Alter von 44 Jahren. Braggs Sohn Monte schlug ebenfalls eine Karriere als Country-Musiker ein.

## Diskografie
| Jahr                    | Titel                                                          | Label #           |
| ----------------------- | -------------------------------------------------------------- | ----------------- |
| 1955                    | Daydreamin‘ / The Texas Special                                | Coral 61364       |
| 1956                    | Tiger Lilly / Barbed Wire Love                                 | Coral 61716       |
| 1958                    | Red Rover / Lovin’ On My Mind                                  | Dixie 45-2002     |
| 1958                    | Pretty Little Thing / Jerry                                    | Dixie 45-2004     |
| 1958                    | If I Found My Dream Girl / Daydreaming Again                   | D 1018            |
| 1959                    | Calling Me Back / I’m All Alone                                | D 1045            |
| 1959                    | Whirlwind / I’m All Alone                                      | D 1045            |
| 1959                    | Unfinished Castle / When The Blues Came Walking In             | D 1087            |
| 1959                    | Juvenile Baby / Teen-Age Feeling (mit Cheri Robbins)           | Skippy S-106/7-59 |
| Unveröffentlichte Titel |                                                                |                   |
|                         | - Don’t Do That Again - If I Find My Dream Girl (alt. Version) | D                 |